# Дуб (Прахатице)
Дуб (чеш. Dub) је насељено мјесто са административним статусом варошице (чеш. městys) у округу Прахатице, у Јужночешком крају, Чешка Република.

## Становништво
Према подацима о броју становника из 2014. године насеље је имало 390 становника.